# Nicola Winter
Pour les articles homonymes, voir Winter et Baumann.
Nicola Winter, née Nicola Baumann le 10 mars 1985 à Munich, est une aviatrice allemande au sein de la Bundeswehr. Elle est une des rares femmes pilotes de chasse en Allemagne. En 2017, elle est sélectionnée comme finaliste dans le cadre du projet à financement privé Die Astronautin. Mais elle quitte le programme après avoir commencé sa formation d'astronaute.
En 2022, elle est sélectionnée par l'Agence spatiale européenne comme astronaute de réserve dans le corps des astronautes européens.

## Éducation et carrière militaire
Enfant, Nicola Baumann rêvait de devenir pilote. Sa mère et sa grand-mère étaient pilotes de planeur et Nicola a commencé le deltaplane à l'âge de 16 ans. Sa candidature ayant été rejetée puisqu'elle était trop petite de cinq centimètres pour un poste de pilote Lufthansa, elle a postulé dans les forces armées allemandes, où elle a rejoint l'armée de l'air en 2004. Elle a étudié le génie mécanique à distance. Baumann est devenue la deuxième femme pilote de combat de la Bundeswehr après Ulrike Fitzer. Elle a piloté le Panavia Tornado et a été instructrice de vol dans le cadre de l'Euro-NATO Joint Jet Pilot Training aux États-Unis. En 2013, elle a reçu le prix du commandant de vol de l'année 2012 de la 80e Escadre d'entraînement au vol des États-Unis à la Sheppard Air Force Base. En 2015, elle s'est recyclée pour l'Eurofighter. En 2017, elle était l'une des trois femmes de l'armée de l'air allemande autorisées à piloter cet avion de chasse. Elle avait le grade de major et était stationnée avec l'escadron 31 "Boelcke" de l'armée de l'air tactique à la base aérienne de Nörvenich. La même année, elle a participé à la mission Baltic Air Policing en tant que pilote. Le 30 mai 2018, elle quitte la Bundeswehr pour travailler dans un cabinet de conseil en gestion.

## ÉmissionDie Astronautin
Nicola Baumann a été sélectionnée parmi plus de 400 candidats comme l'une des deux finalistes par l'initiative à financement privé « Die Astronautin (en) », qui veut faire d'une Allemande une astronaute pour la première fois. L'objectif était un séjour de courte durée d'une dizaine de jours à bord de l'ISS d'ici 2019 au plus tard. Le vol, qui coûtera une cinquantaine de millions d'euros, sera financé par des dons. Avec Insa Thiele-Eich, fille de l'astronaute Gerhard Thiele, Nicola Baumann a commencé une formation d'astronaute en août 2017 au centre d'entraînement des cosmonautes Youri-Gagarine de la Cité des étoiles près de Moscou, au cours de laquelle elle a effectué des vols paraboliques et qui a été financé par financement participatif. La campagne s'est accompagnée d'apparitions publiques et d'interviews dans la presse et à la télévision, et Baumann elle-même a rendu compte sur sa propre chaîne YouTube,,. 
En décembre 2017, on a appris que Nicola Baumann avait décidé de ne pas se présenter à la sélection dans le cadre de l'initiative ; l'initiative et elle « n'iraient pas ensemble ». L'astrophysicienne Suzanna Randall a été nommée en remplacement. Cependant, Baumann a confirmé son intention de devenir astronaute.

## Suite de carrière professionnelle
Nicola Baumann travaille ensuite comme consultante en gestion pour McKinsey & Company et travaille également comme ambulancière pour la Croix-Rouge allemande à Cologne.

## Astronaute de réserve de l'ESA
Nicola Winter est sélectionnée en novembre 2022 par l'Agence spatiale européenne comme astronaute de réserve.

## Dans les médias
Nicola Baumann a remporté 125 000 euros dans l'édition spéciale joueur de "Qui veut gagner des millions ?" diffusée le lundi de Pâques 5 avril 2021. Elle n'a échoué que lorsque la question à 250 000 euros a été posée lors de la recherche du terme « guillemot à miroir ». Elle souhaite investir les bénéfices dans l'achèvement de sa formation de pilote d'hélicoptère afin de pouvoir également travailler dans le service de secours en tant que pilote d'hélicoptère de sauvetage[réf. nécessaire].